# Alfonso Vilar Lamelas
Alfonso Vilar Lamelas fue un escultor español, nacido el 15 de septiembre de 1927 en Villalonga (Sangenjo) y fallecido el 24 de enero de 2011 en Pontevedra.

## Trayectoria
Comenzó su andadura artística gracias a una beca concedida por la Diputación de Pontevedra. Realizó una estancia en Santiago de Compostela donde fue alumno de Francisco Asorey. También estudió en la Real Academia de Bellas Artes de San Fernando en Madrid, coincidiendo, a principios de la década de 1950, con los escultores Juan Cristóbal y Enrique Pérez Comendador o el pintor Antonio López. Fue uno de los promotores de la Escuela de Canteros de Poyo. Aunque destacó como escultor, siendo uno de los más destacados en la Galicia del siglo XX, también cultivó la pintura y otras formas de expresión artística.
De estilo clásico, realista y con trazos expresionistas, su escultura es una mezcla del clasicismo regionalista gallego del siglo XIX, las vanguardias de los años treinta y las tendencias escultóricas de posguerra aprendidas en su etapa en Madrid de la década de 1950.
Además de la escultura funeraria también abordó los retratos y la temática marinera. Sus numerosas obras públicas son un buen ejemplo de su trabajo.

## Obra pública
- Monumento al pescador, 1956, Plaza del Berbés, Vigo.[3]
- Monumento al Dr. José Touriño Gamallo, 1960, Alameda, Marín.
- Cormorán, 1960, Con d'Arbón, La Lanzada, Sangenjo.
- Monumento a la mujer del emigrante, 1961, Avenida de las Corvaceiras, Pontevedra.
- Monumento al Dr. Jacobo Otero Goday, 1962, Avenida de los Hermanos Otero Goday, El Grove.
- El mariscador, 1968, Jardines de la Calzada, Cambados.
- Aviador Piñeiro, 1970, Plaza del aviador Piñeiro, Sangenjo.
- Familia mariscadora, 1972, Plaza del Corgo, El Grove.[2]
- Monumento a Fleming, 1976, Jardines Fleming, Villagarcía de Arosa.
- Recuerdo a José Franco Santos, 1976, Jardín de la iglesia parroquial, El Grove.
- Monumento al soldado, 1986, Gran Vía de Montero Ríos, Pontevedra.[4]
- Monumento a Alexandre Bóveda, 1986, Plaza de Curros Enríquez, Pontevedra.[5]
- Monumento a Castelao, 1987, Alameda, Redondela.
- Monumento a Alejandro Cerecedo Millán, 1993, Jardines Fleming, Villagarcía de Arosa.
- Monumento a Ventura, 1994, El Corgo, El Grove.
- Homenaje al Dr. D. José Martínez García, 1995, Monasterio de San Juan de Poyo.
- Madama, 1995, Playa de Silgar, Sangenjo.[6][7]
- Monumento a Felipe "Pantera" Rodríguez, 2001, Parque de Villajuán, Villagarcía de Arosa.
- Monumento a Diosiño, 2009, O Burgo, Pontevedra.[8]

## Galería de imágenes

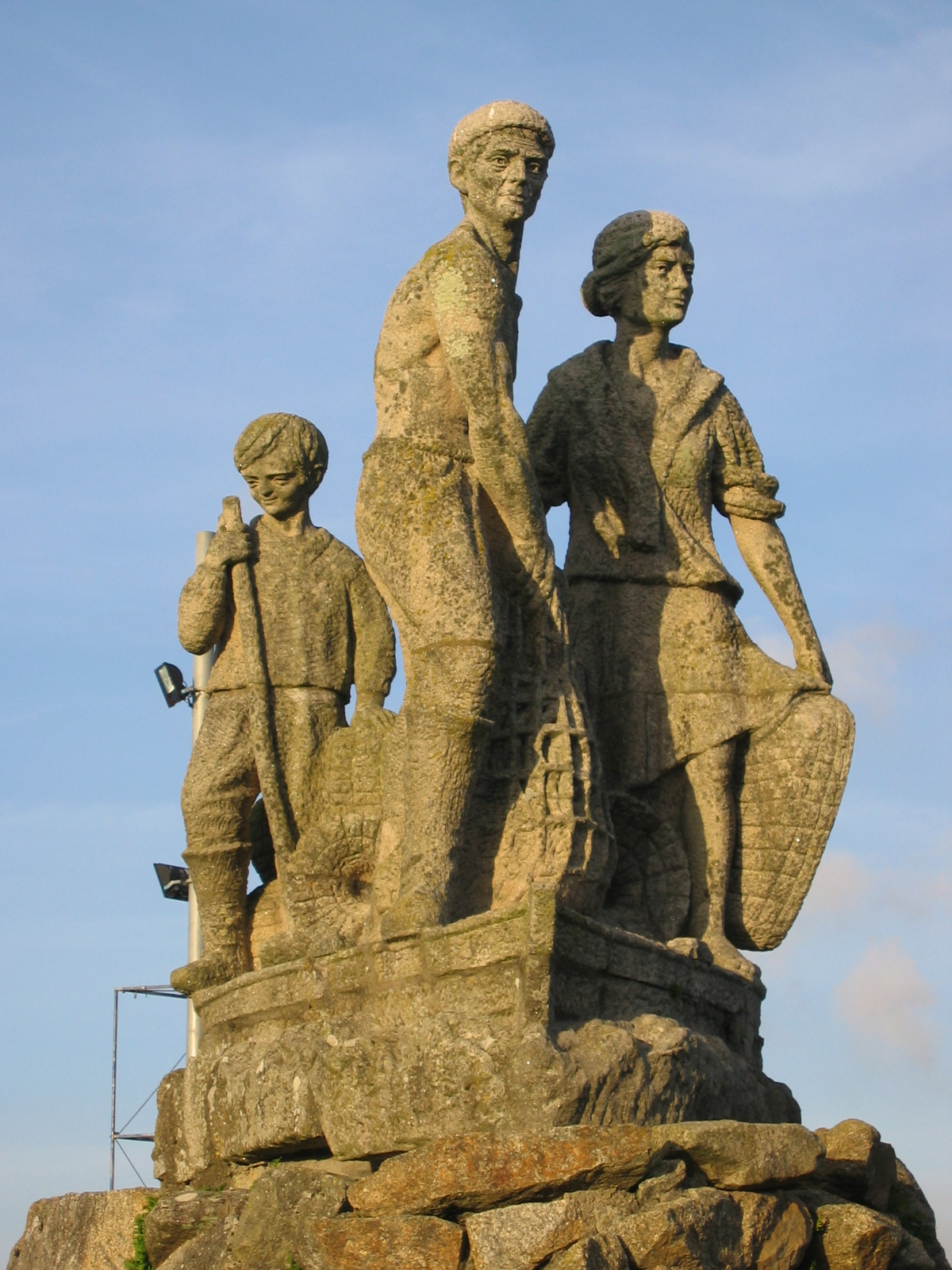
Monumento a la Familia Mariscadora (El Grove)
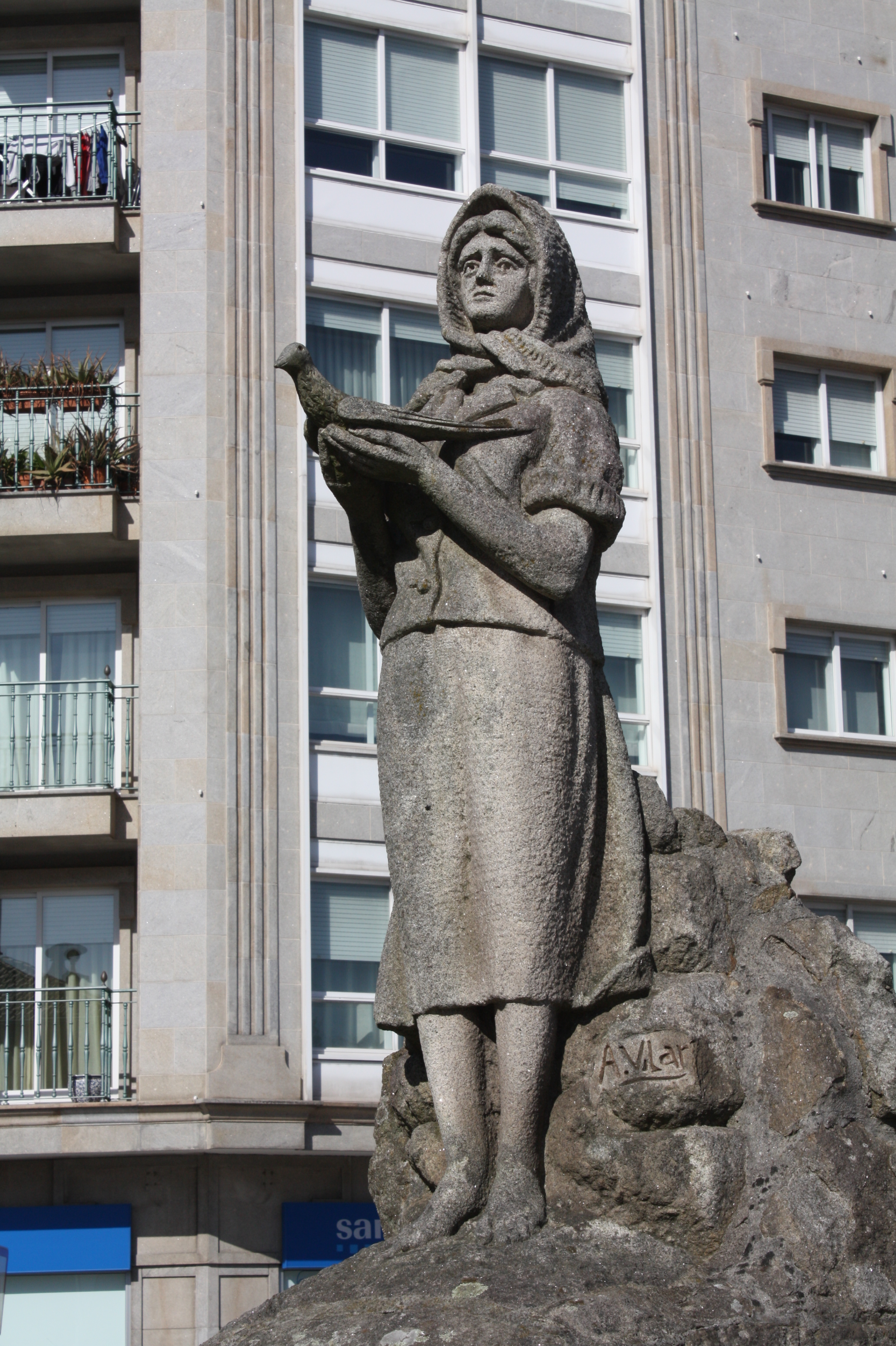
Monumento a la mujer del emigrante (Pontevedra)
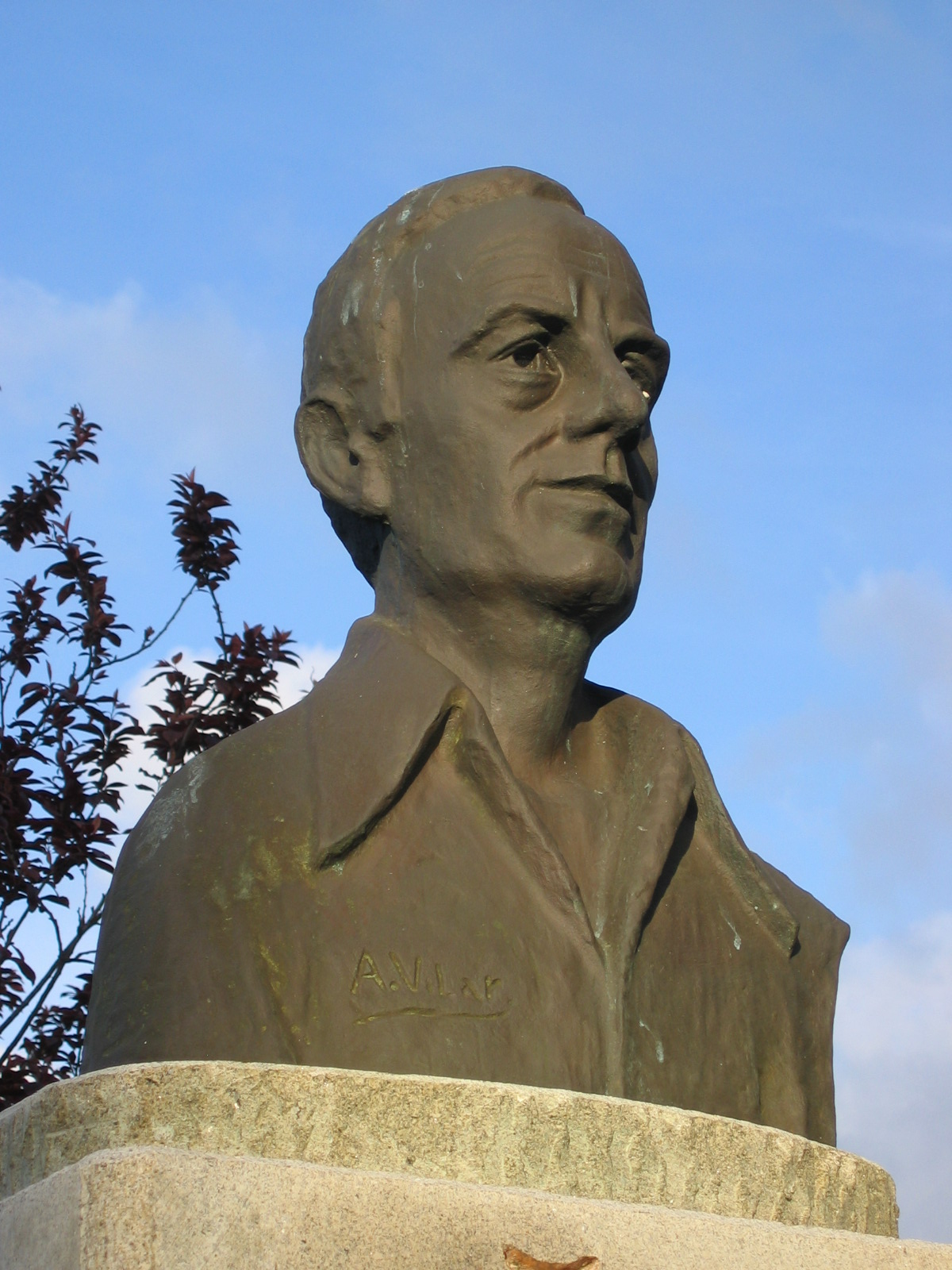
Buenaventura Fernández Fariña (El Grove)
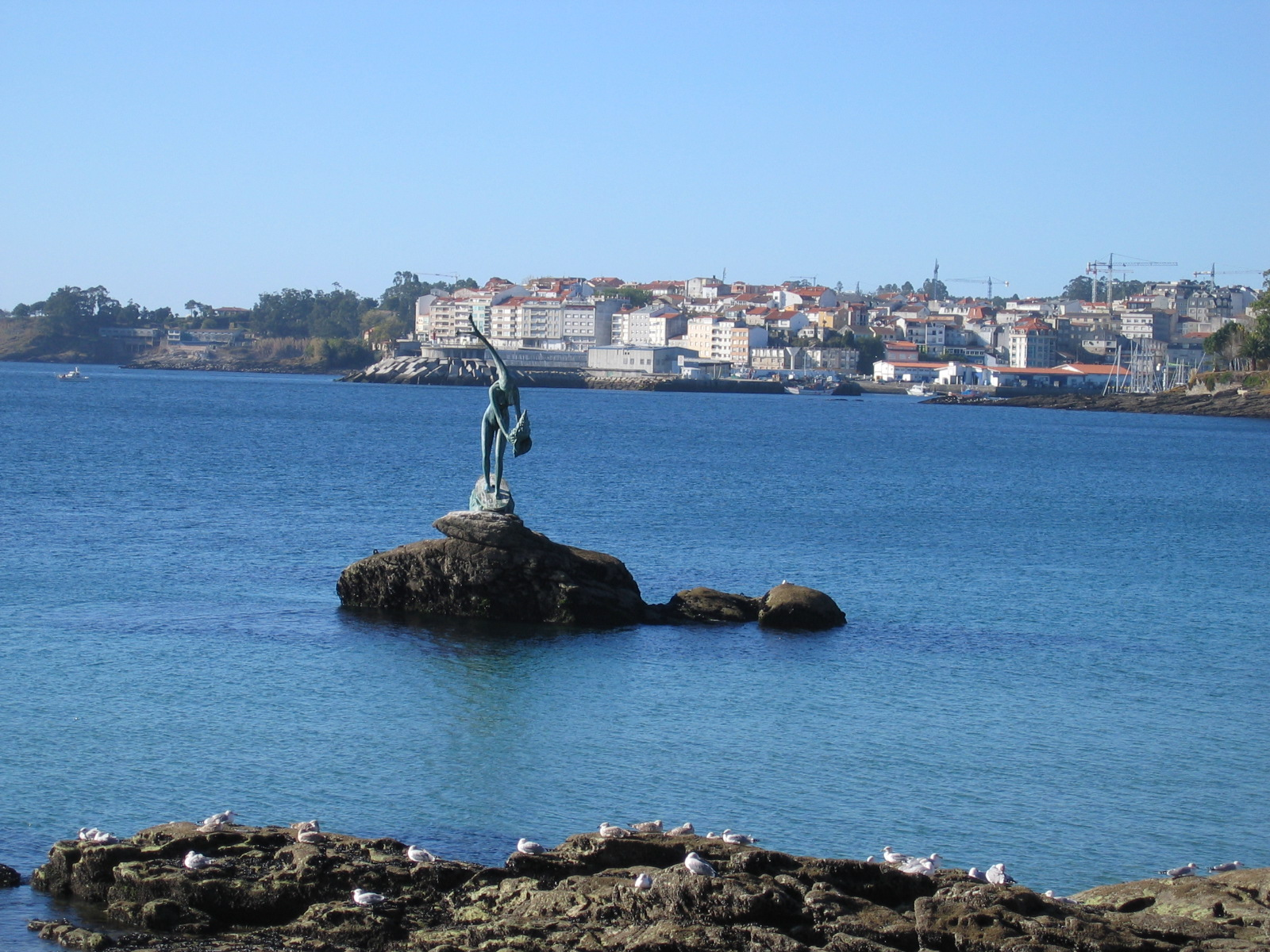
La Madama de Silgar (Sangenjo)
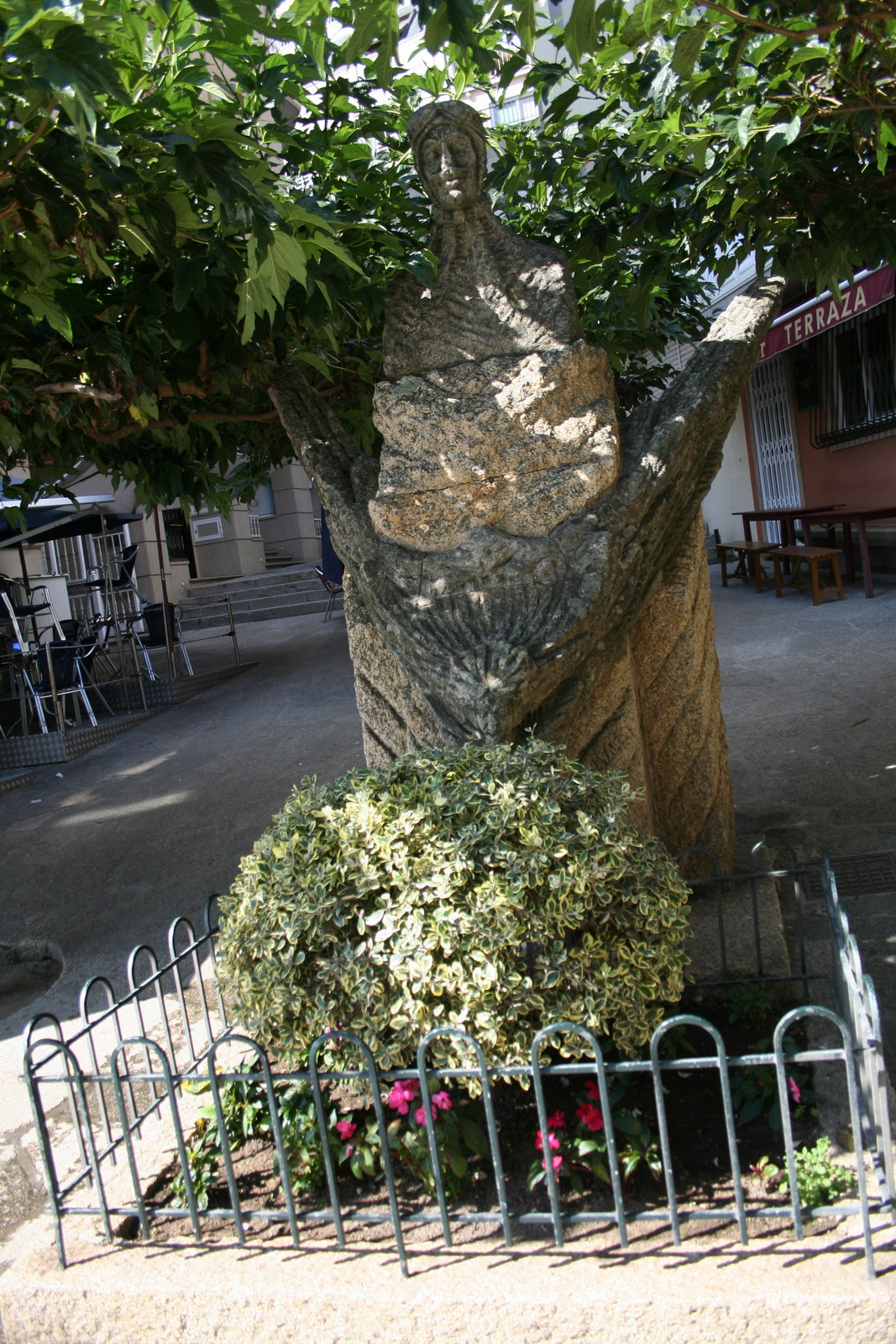
Monumento al Aviador Piñeiro (Sangenjo)
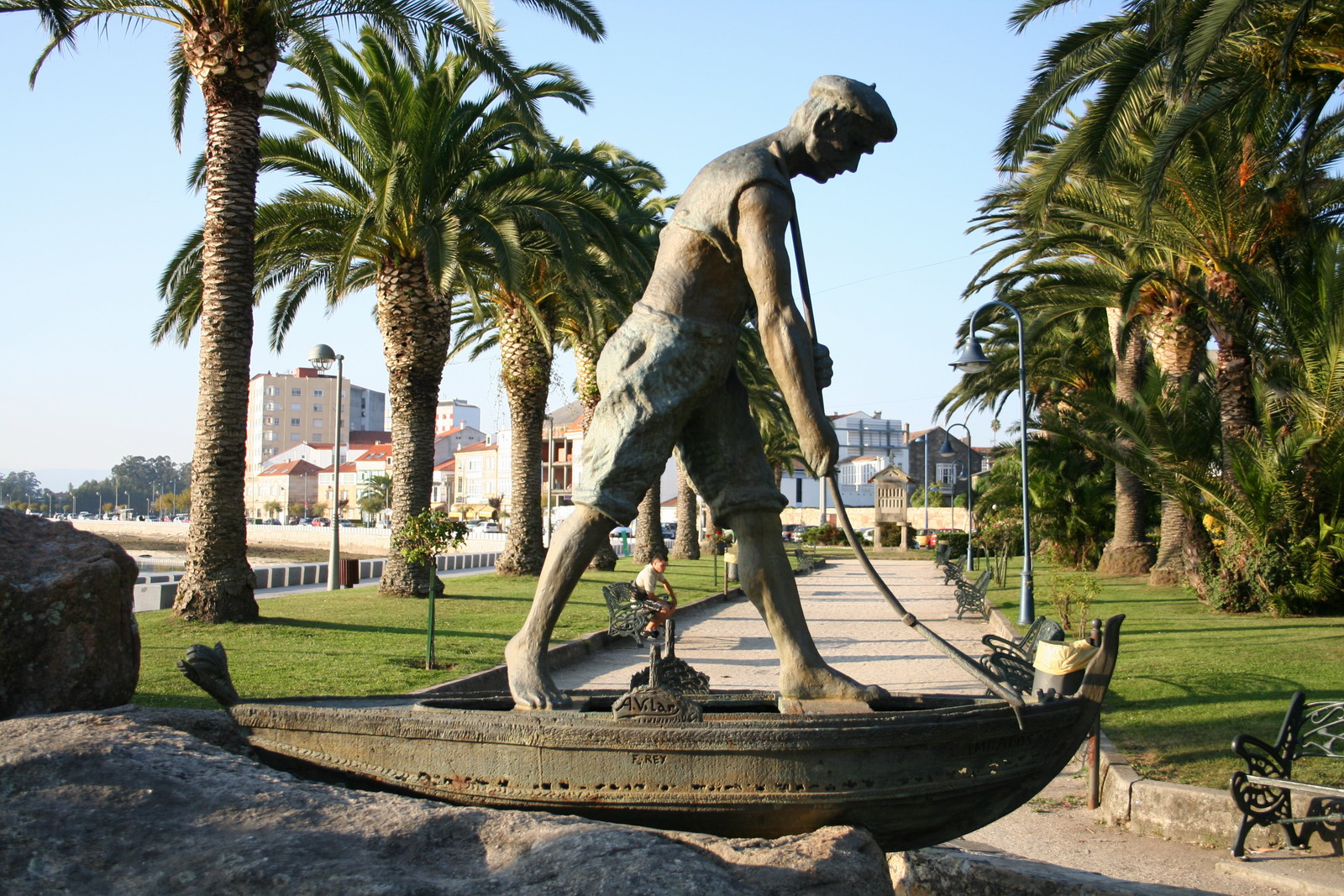
El Mariscador (Cambados)
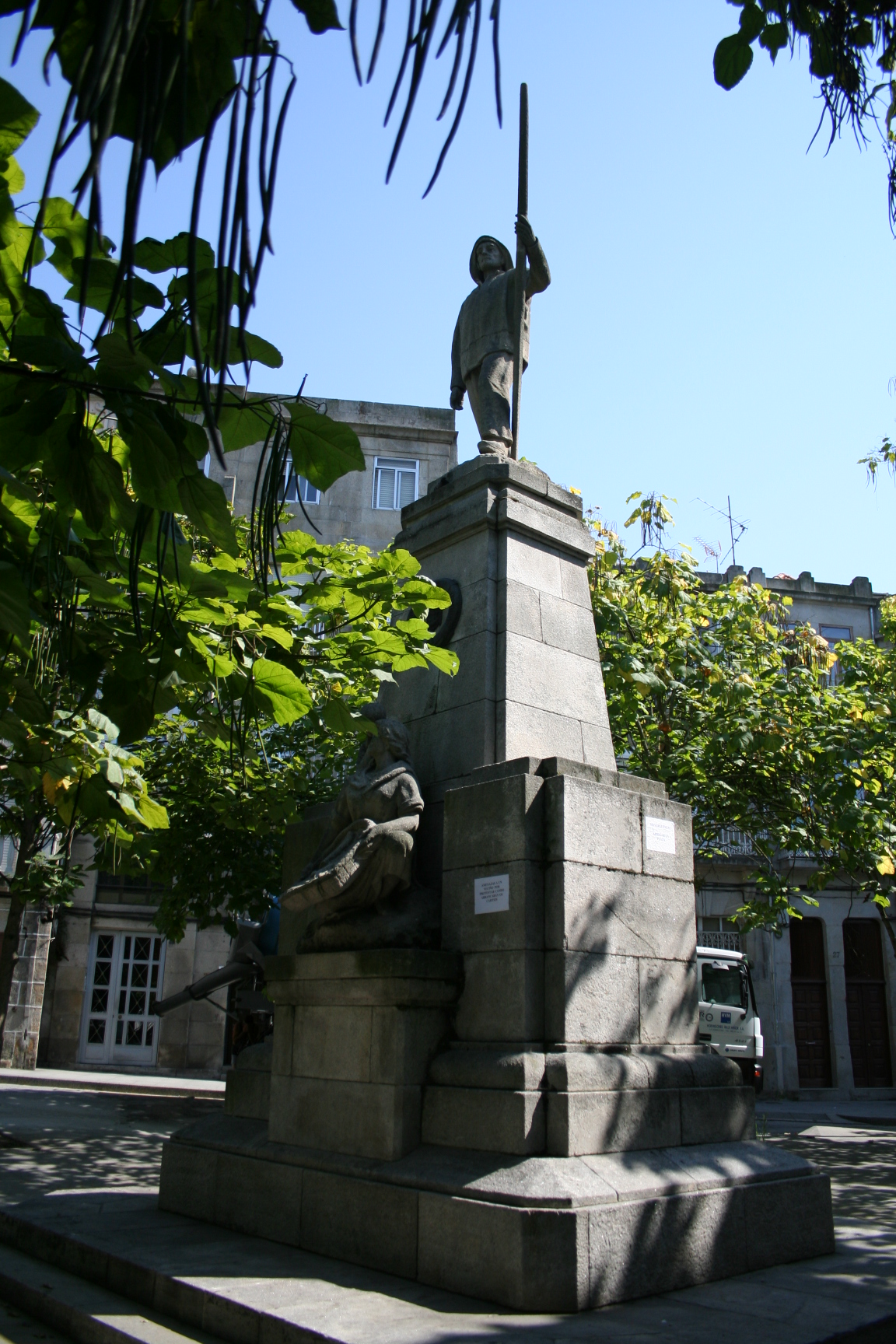
Monumento al Pescador (Vigo)
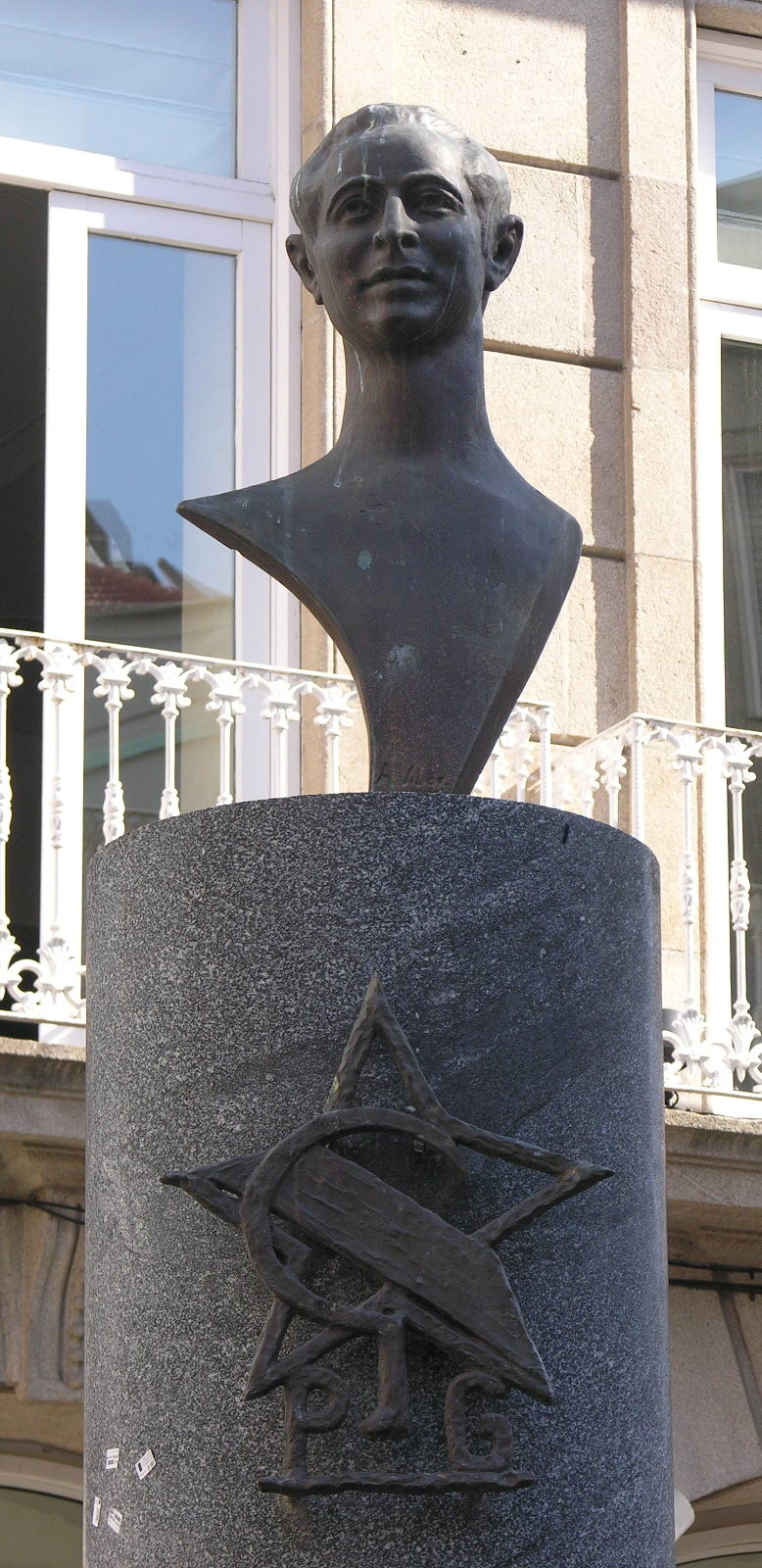
Monumento a Alexandre Bóveda (Pontevedra)
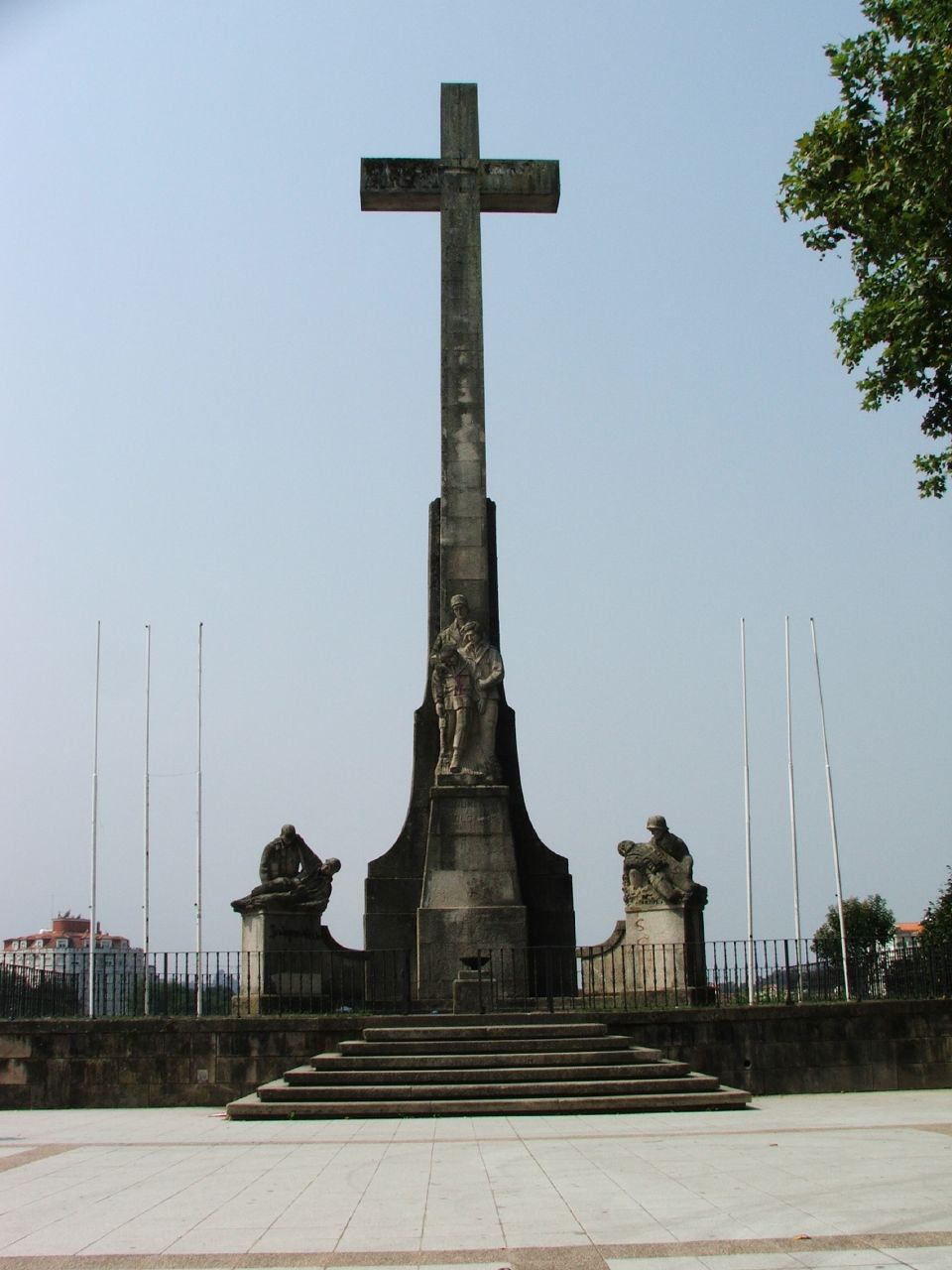
Monumento al soldado (Pontevedra)
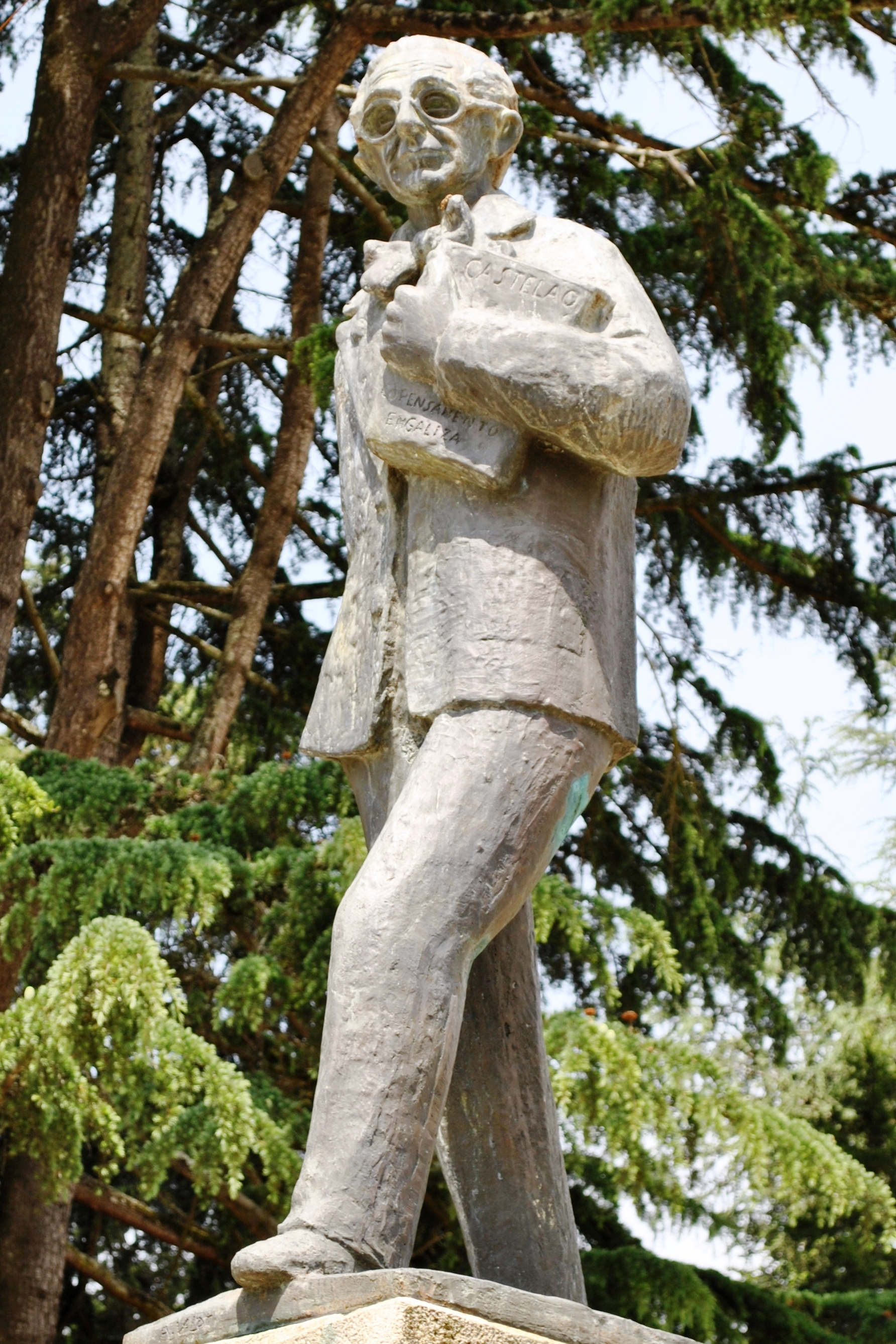
Monumento a Castelao (Redondela)
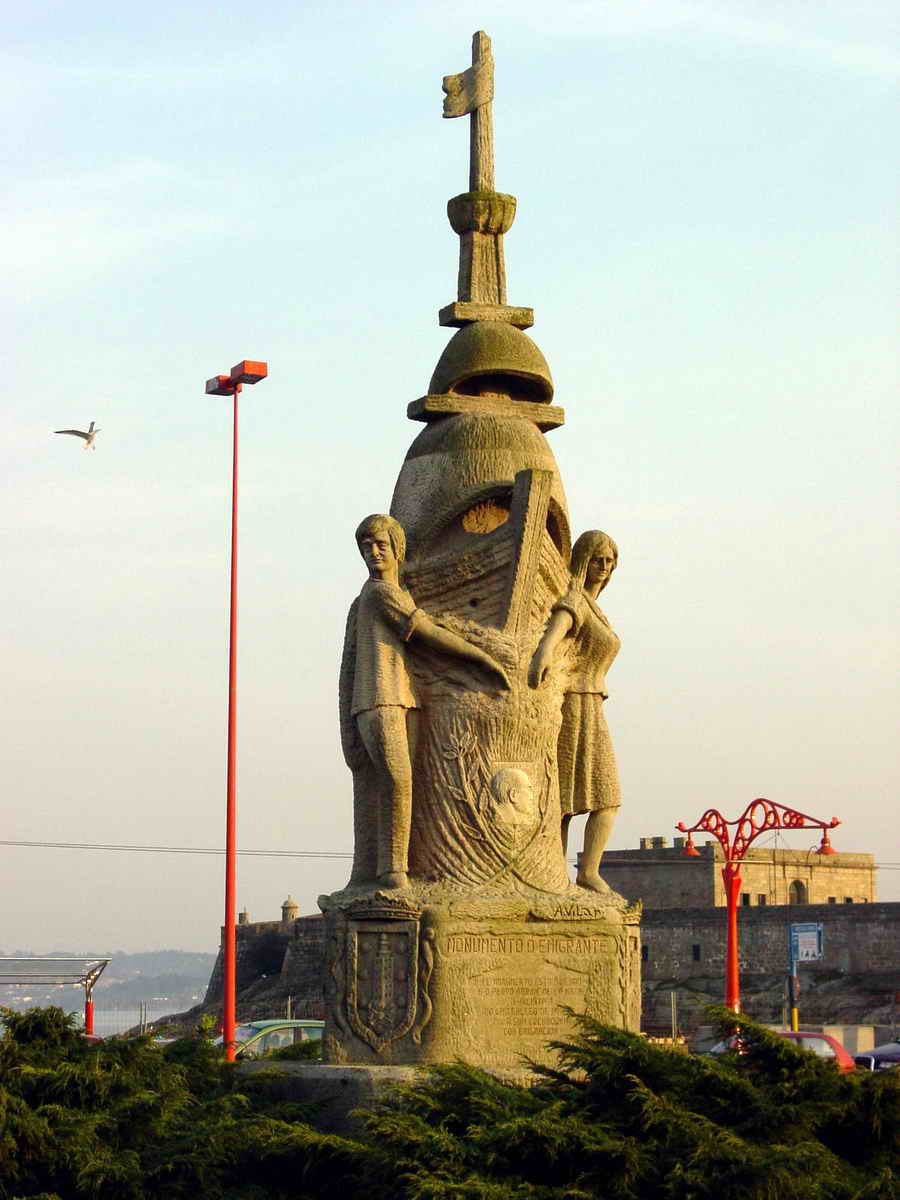
Monumento al Emigrante (La Coruña)
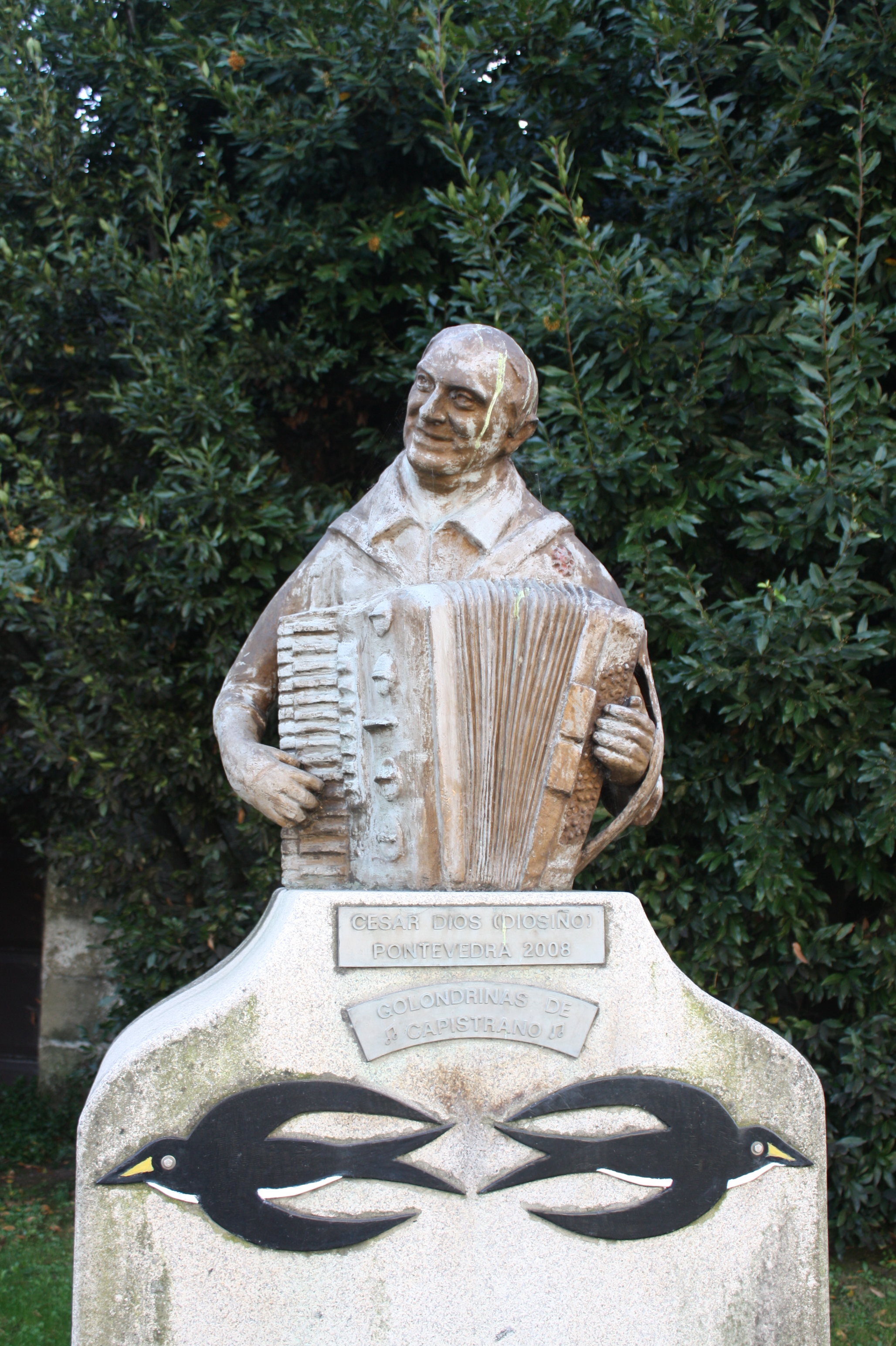
Monumento a Diosiño (Pontevedra)
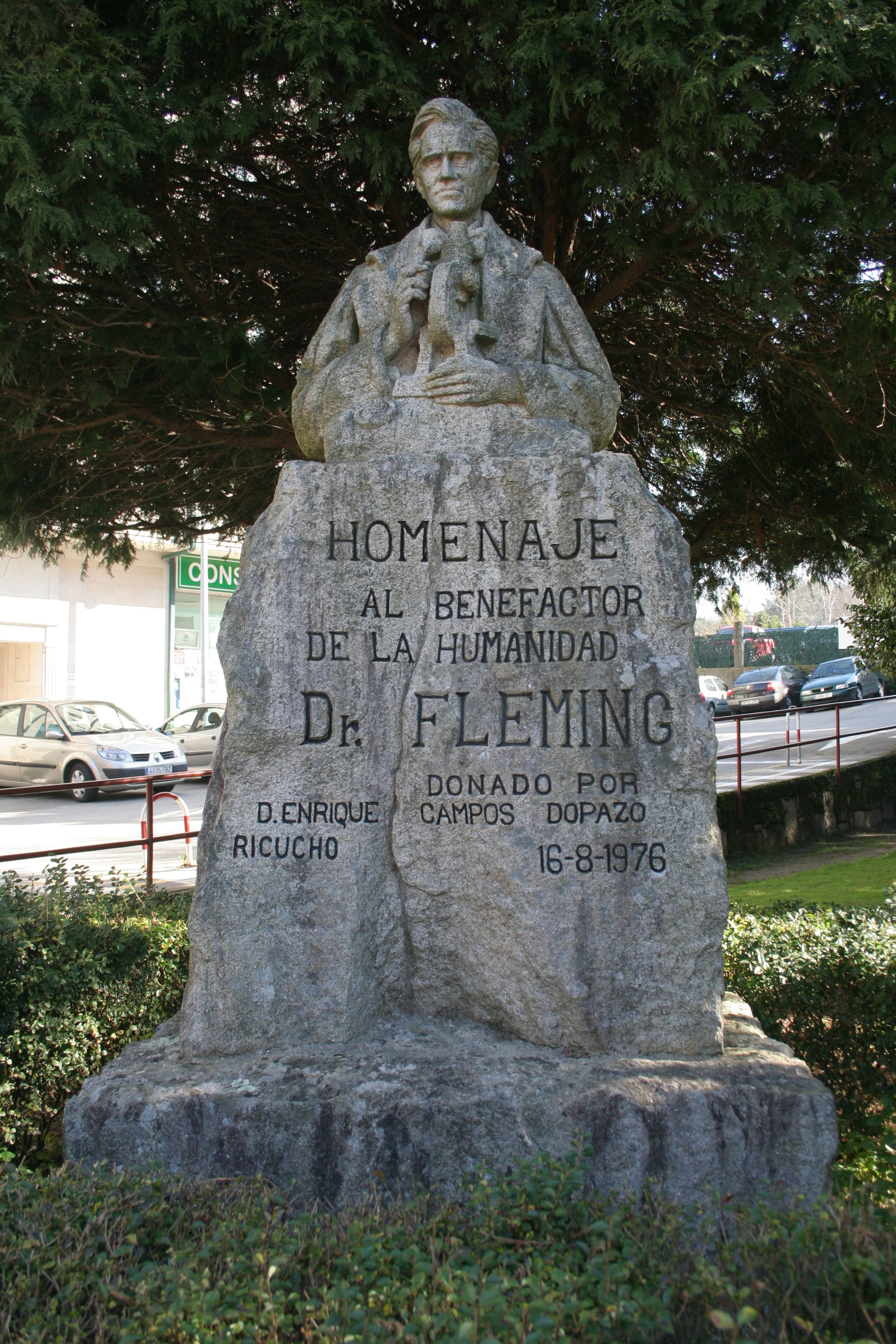
Monumento a Fleming (Villagarcía de Arosa)
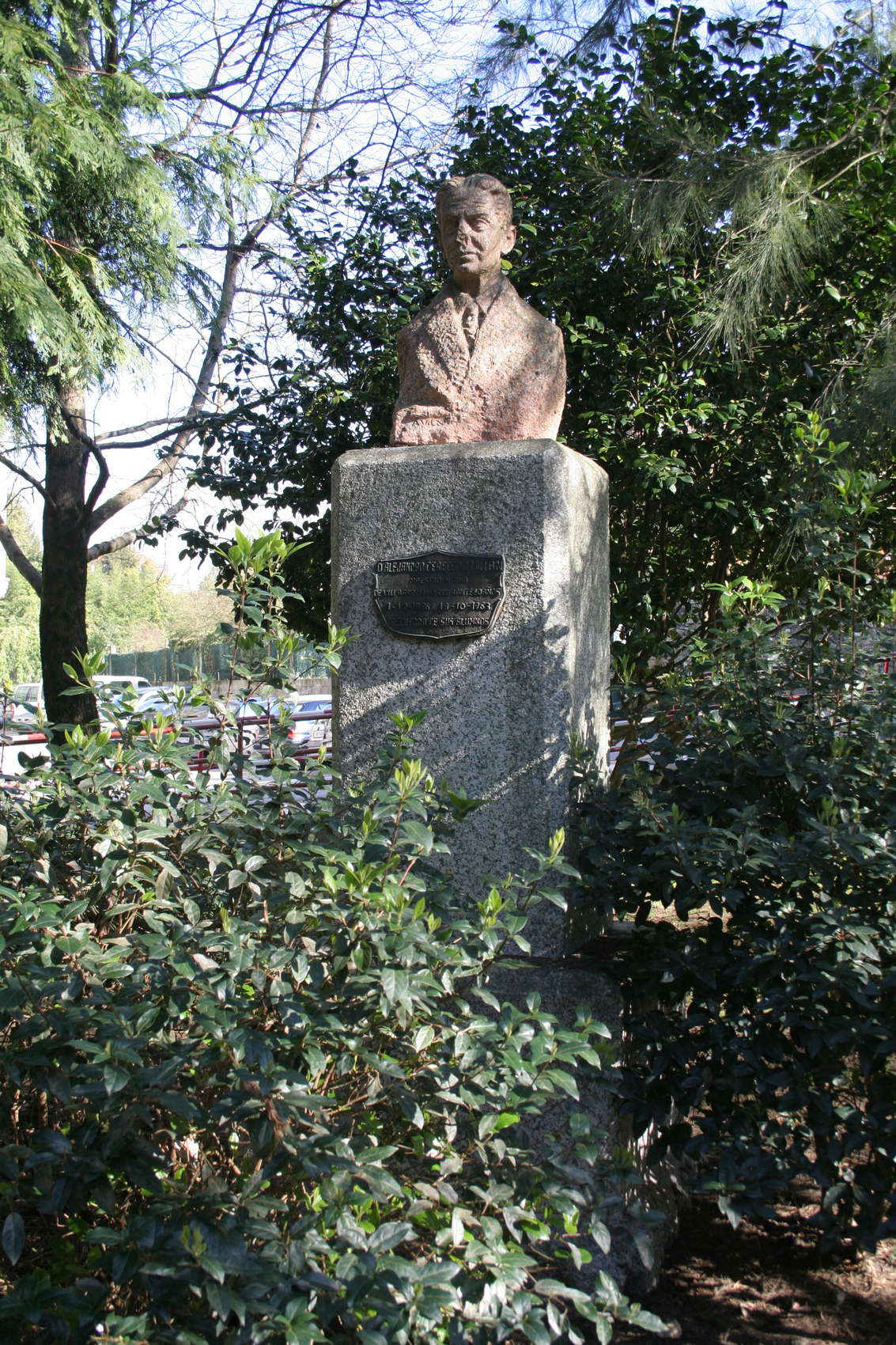
Monumento a Alejandro Cerecedo (Villagarcía de Arosa)